# Caumeroliemolen
De Caumeroliemolen of Onderste Caumermolen was een watermolen in Onderste Caumer in de gemeente Heerlen in de Nederlandse provincie Limburg. Stroomafwaarts lag de Caumermolen.

## Geschiedenis
De oprichtingsdatum is niet bekend. In de 17e en 18e eeuw was de molen in gebruik als oliemolen.
In 1828 is - blijkens de muurankers - het huidige woonhuis gebouwd. Van het oudere molengebouw zijn geen restanten meer aanwezig. De molen had een bovenslagrad van 68 centimeter breed en 392 centimeter in doorsnede.

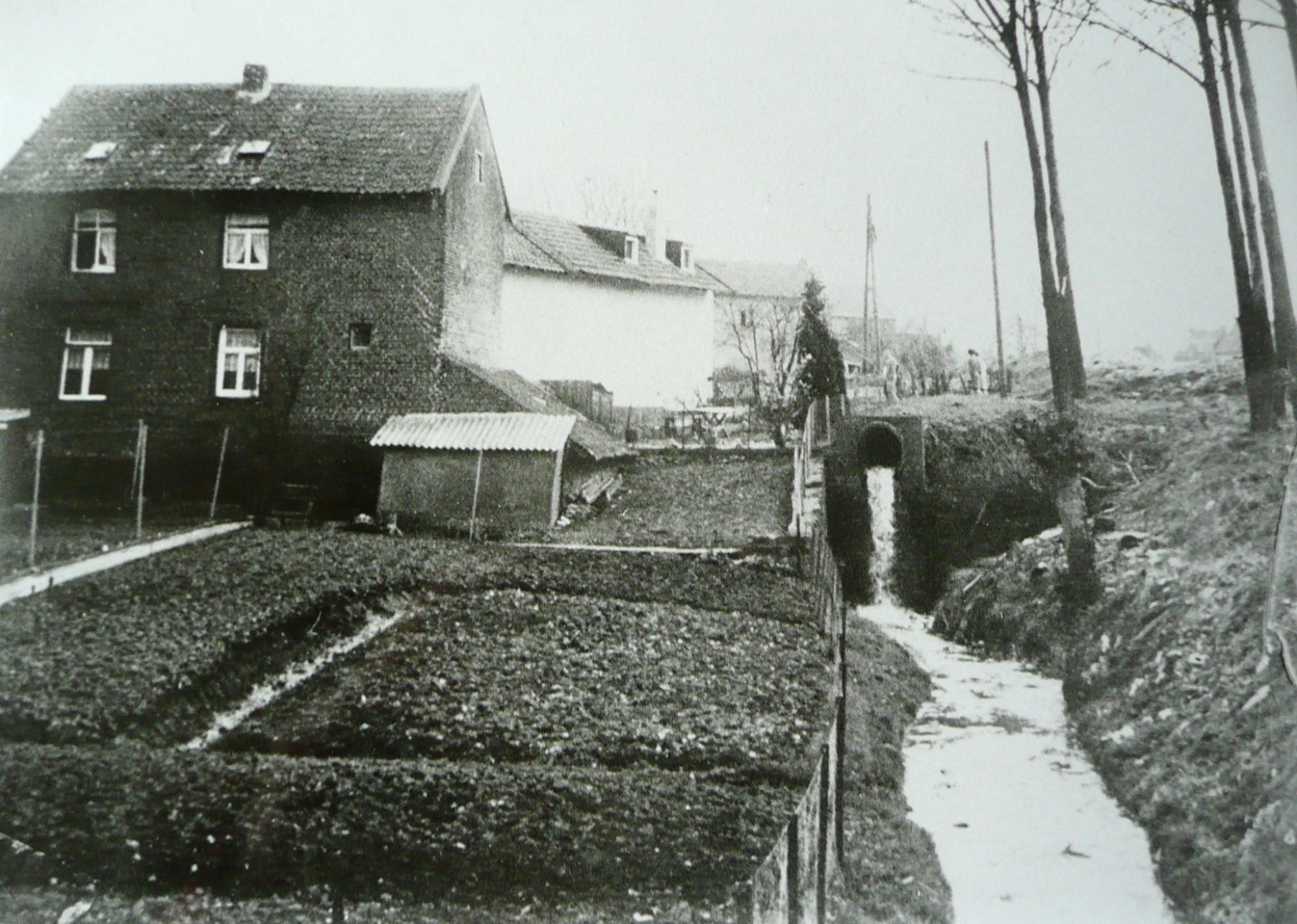
Caumeroliemolen

De molenactiviteiten en zichtbare molenkenmerken, zoals molenrad en maalinstallatie, waren echter al ruim voor de Tweede Wereldoorlog verdwenen. Voor dit gegeven vinden we in "Wandelingen in en om Heerlen" -met geschiedkundige aanteekeningen- van P.J.M. Peters uit 1919 duidelijke aanwijzingen.  Gemeentearchivaris Piet Peters beschrijft hier de situatie die hij bij zijn wandelingen aantreft: […] aangekomen te Onderste Caumer bij een kruispunt van wegen (boerderij De Erk). Hier zien we de krachtige beek een kleinen waterval vormen; waar de beek een scherpe bocht maakt, loopt een gedeelte van 't beekwater door buizen en slooten. […] (zie situatie op onderste foto hiernaast).